# Maar

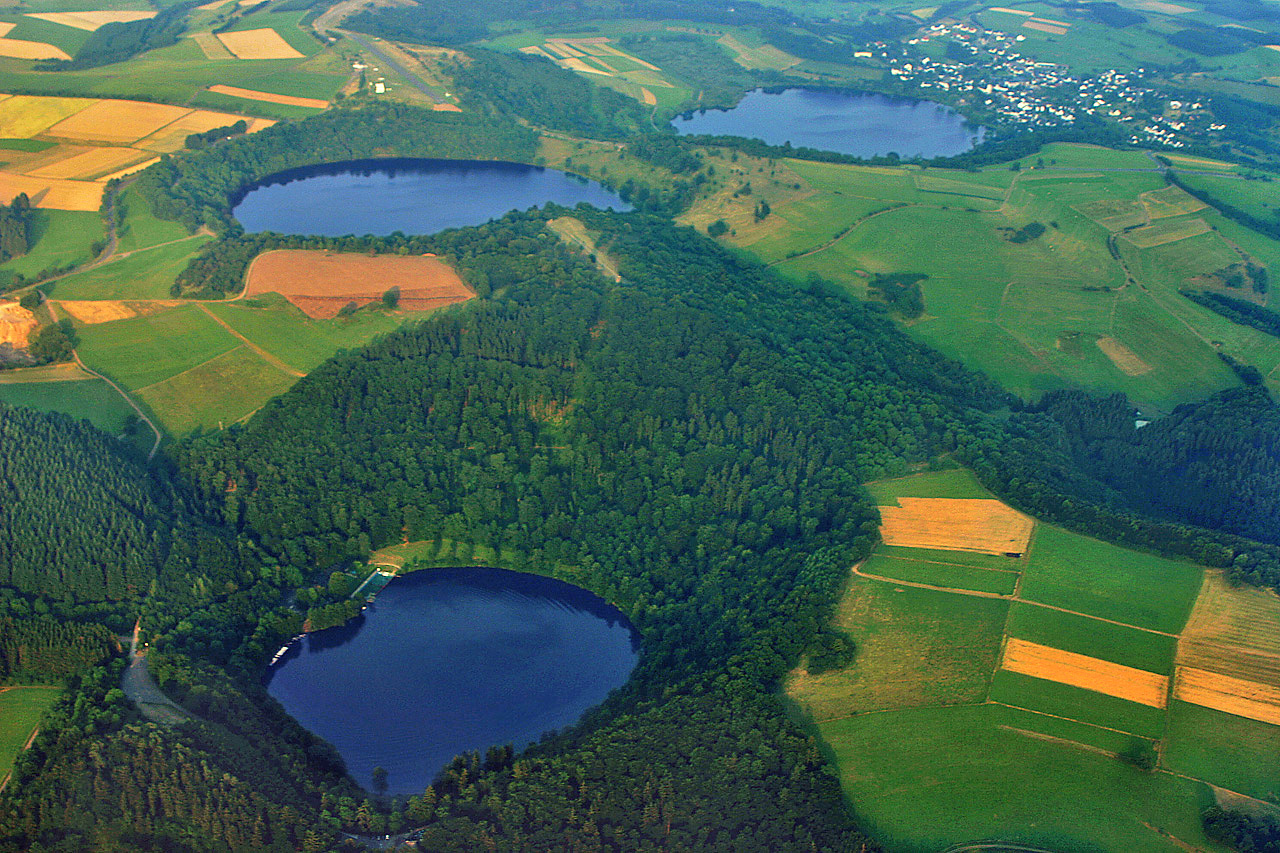
Três maars perto de Daun, Alemanha

Maar é a designação utilizada em geomorfologia e vulcanologia para descrever uma cratera vulcânica alargada e pouco profunda criada por uma erupção freatomagmática, ou seja uma explosão de vapor causada pelo contacto da água subterrânea com lava ou magma.

## Descrição
Os maar são geralmente preenchidos com água, formando um lago de cratera de pequena profundidade. As dimensões dos maar variam dos 60 m aos 2000 m de diâmetro, com 10 m a 200 m de profundidade. A maioria dos maar tem margens baixas, em geral formadas por uma mistura de piroclastos e fragmentos soltos de rochas arrancados das paredes das diatremas.
Os maar são comuns na região de Eifel, na Alemanha, onde foram descritos pela primeira vez, em algumas áreas dos Estados Unidos e em outras regiões vulcânicas geologicamente jovens.
O termo maar vem do dialeto francónio da região do Mosela (Moselfränkisch) e por sua vez deriva do latim mare (mar).

## Maares famosos
- Kilbourne Hole, perto de El Paso (Texas).
- Lago Nyos, enos Camarões, maar saturado de dióxido de carbono.
- Lago Zuñi, no Novo México.
- Laguna de Aljojuca em Puebla, México.
- Lagunas vulcânicas do Campo de Calatrava, em Espanha
- El Elegante, na Reserva da Biosfera El Pinacate e Gran Desierto de Altar, no México
- La Joya Honda, em Soledad de Graciano Sánchez, San Luis Potosí, no México.

## Galeria

Ukinrek Maars, Alaska, o resultado de uma erupção que durou 10 dias 1977. O maar tem cerca de 300 m de diâmetro.Ukinrek Maars, Alaska, o resultado de uma erupção que durou 10 dias 1977. O maar tem cerca de 300 m de diâmetro.
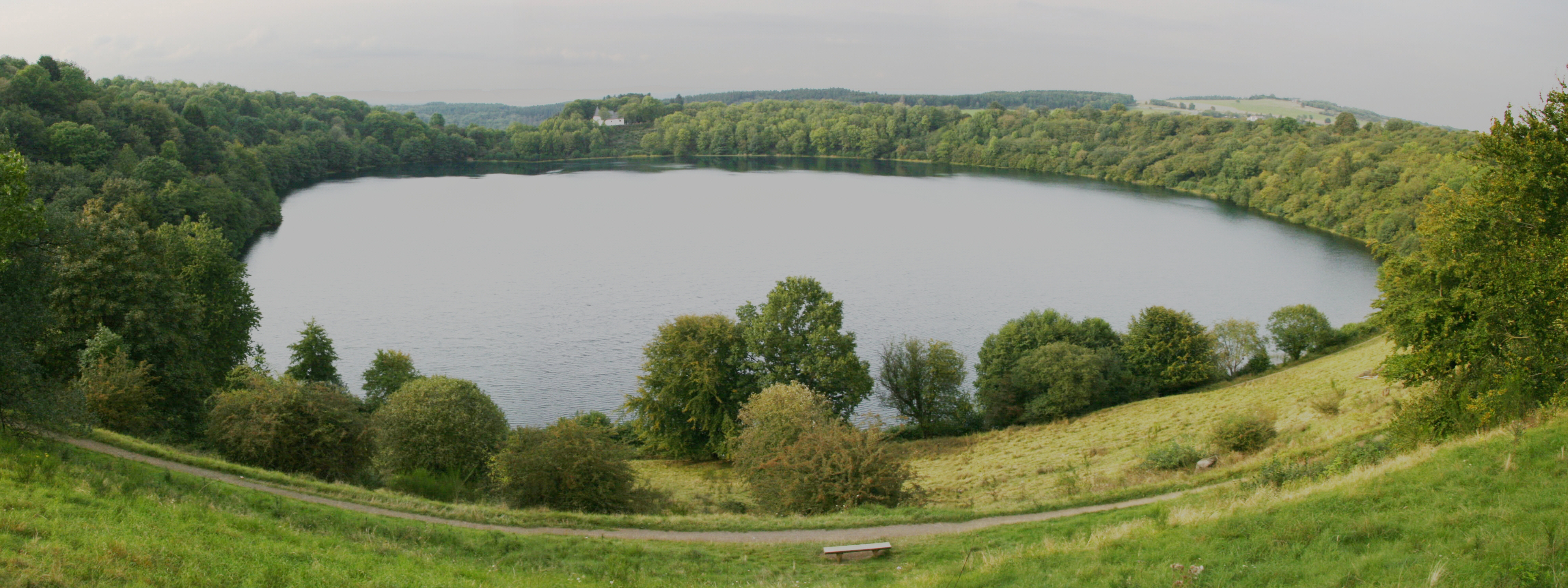
Weinfelder Maar, um dos três maars originalmente drescritos.
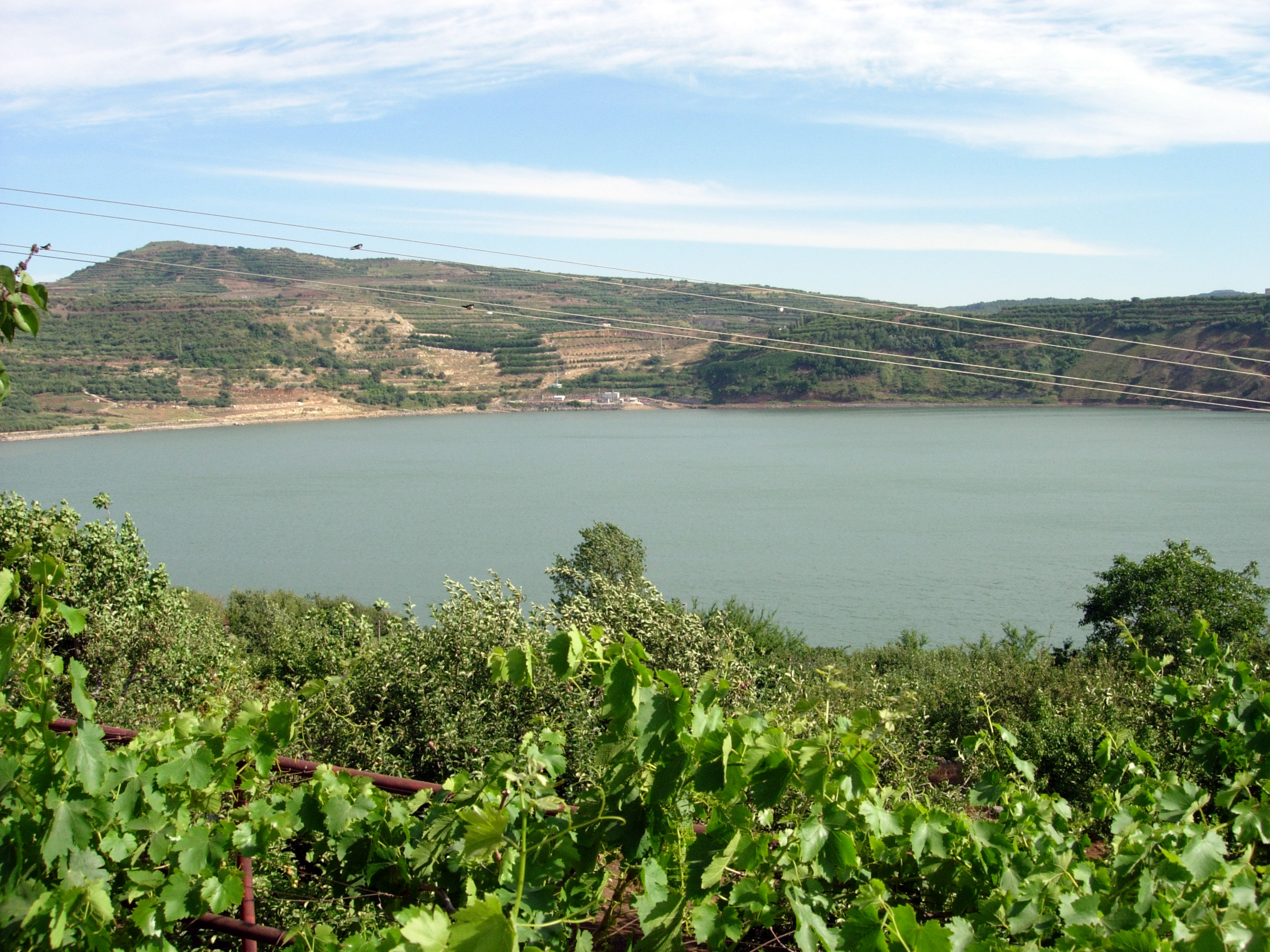
O maar de Birkat Ram, nas Colinas Golan.
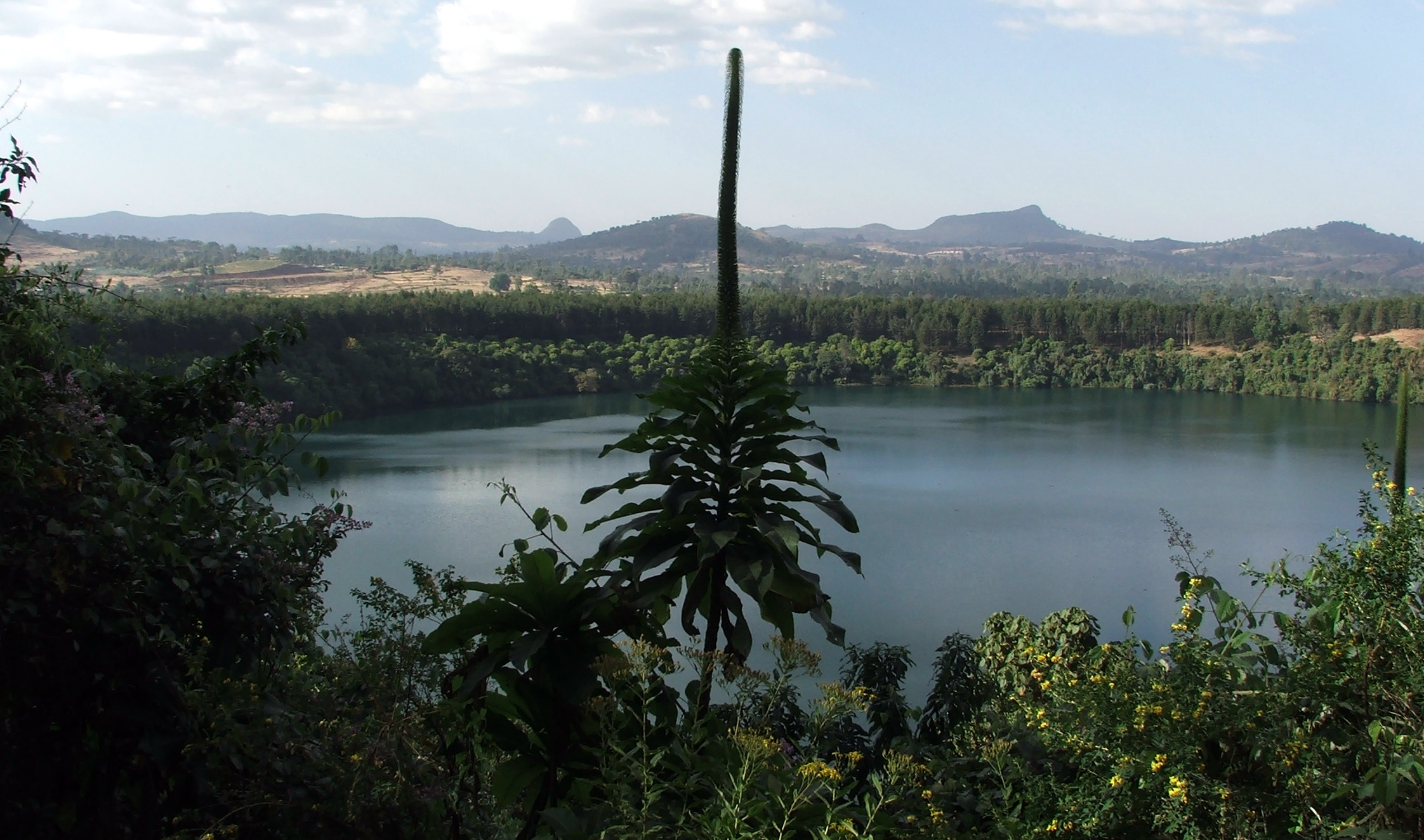
O Lago Zengena, um maar em Amhara, Etiópia.